# Luke Pasqualino
Luke Pasqualino, nato Luca Giuseppe Pasqualino (Peterborough, 19 febbraio 1990), è un attore britannico.

## Biografia
Nato a Peterborough, nel Cambridgeshire, il 19 febbraio 1990 da genitori di origini italiane, Luke ha frequentato la Walton Community School di Walton a Peterborough. Ha frequentato un corso di arti drammatiche, tenuto da Martin Tempest allo Stamford Art Center. Nel 2007 ha recitato da protagonista in un film a basso costo intitolato Stingers Rule!.
Nel 2008 è stato scelto come interprete di Freddie McClair, personaggio della terza e quarta stagione del teen drama Skins. Curiosamente, Luke in passato aveva già fatto un'audizione per la prima serie di Skins, presentandosi per il ruolo di Tony Stonem, per il quale poi però era stato selezionato Nicholas Hoult. Il 12 e 13 settembre del 2009, ha fatto un'apparizione come ospite nella soap opera Casualty. Nello stesso anno è apparso nel ruolo di portiere d'albergo in un episodio di Miranda, commedia della BBC con Miranda Hart.
Tra il 2011 e il 2012 partecipa a 7 episodi de I Borgia, serie televisiva canadese di genere storico, creata da Neil Jordan. Sempre nel 2012, è tra i protagonisti del film horror The Apparition, insieme alla star di Twilight Ashley Greene, e di Battlestar Galactica: Blood & Chrome, prequel di Battlestar Galactica.
Il 2013 è l'anno della svolta perché viene scelto per il ruolo di D'Artagnan nella serie televisiva inglese The Musketeers, basata sul celebre romanzo I tre moschettieri di Alexandre Dumas. La serie va in onda su BBC One dal 19 gennaio 2014.

## Filmografia

### Cinema
- Stingers Rule!, regia di Martin Tempest (2009)
- The Apparition, regia di Todd Lincoln (2012)
- Love Bite - Amore all'ultimo morso (Love Bite), regia di Andy De Emmony (2012)
- Snowpiercer, regia di Bong Joon-ho (2013)
- Medusa Deluxe, regia di Thomas Hardiman (2022)

### Televisione
- Skins – serie TV, 17 episodi (2009-2010)
- Casualty – serie TV, episodi 24x01-24x02 (2009)
- Miranda – serie TV, episodio 1x04 (2009)
- I Borgia – serie TV, 7 episodi (2011-2012)
- Battlestar Galactica: Blood and Chrome – serie TV, episodio 1x01 (2011)
- Jo – serie TV, episodio 1x04 (2013)
- Inside No. 9 – serie TV, episodio 1x01 (2014)
- The Musketeers – serie TV, 30 episodi (2014-2016)
- Drunk History – serie TV, episodio 1x01 (2015)
- Our Girl – serie TV, 12 episodi (2016)
- Snatch – serie TV, 13 episodi (2017-2018)
- Delitti in Paradiso (Death in Paradise) - serie TV, episodio 10x02 (2021)
- Tenebre e ossa – serie TV, episodi 1x05, 1x06 e 1x07 (2021)
- Shantaram - serie TV, 12 episodi (2022)

### Doppiatore
- Il Signore degli Anelli - La guerra dei Rohirrim (The Lord of the Rings - The War of the Rorrhim), regia di Kenji Kamiyama (2024)

## Doppiatori italiani
Nelle versioni in italiano delle opere in cui ha recitato, Luke Pasqualino è stato doppiato da:
- Andrea Mete in The Apparition, Skins, Delitti in Paradiso
- Fabrizio Manfredi in The Musketeers
- Flavio Aquilone in Snatch
- Renato Novara ne I Borgia

Da doppiatore è sostituito da:
- Giacomo Bartoccioli ne Il Signore degli Anelli - La guerra dei Rohirrim